# Amblypsilopus rotundiceps
Amblypsilopus rotundiceps är en tvåvingeart som först beskrevs av Aldrich 1904.  Amblypsilopus rotundiceps ingår i släktet Amblypsilopus och familjen styltflugor.
Artens utbredningsområde är Florida. Inga underarter finns listade i Catalogue of Life.